# Scott Perras
Pour les articles homonymes, voir Perras.
Scott Perras, né le 25 octobre 1983 à Regina, est un biathlète canadien.

## Biographie
Entré en équipe nationale en 2005, il débute en Coupe du monde lors de la saison 2007-2008. Son meilleur résultat dans la compétition est une dixième place à Ruhpolding lors d'un sprint en 2013.
Il participe aux Jeux olympiques de Sotchi 2014, où il prend part notamment au relais finissant septième.
Il prend sa retraite sportive à l'issue de la saison 2015-2016.

## Palmarès

### Jeux olympiques
| Épreuve / Édition           | Individuelle | Sprint | Poursuite | Départ en ligne | Relais | Relais mixte |
| Jeux olympiques 2014 Sotchi | 58e          | 73e    | —         | —               | 7e     | 11e          |

### Championnats du monde
| Épreuve / Édition                  | Individuelle | Sprint | Poursuite | Mass start | Relais | Relais mixte |
| Mondiaux 2008 Östersund            | 75e          | 95e    | —         | —          | 21e    | —            |
| Mondiaux 2009 Pyeongchang          | 107e         | 82e    | —         | —          | 16e    | —            |
| Mondiaux 2011 Khanty-Mansiïsk      | 49e          | 34e    | 31e       | —          | 11e    | —            |
| Mondiaux 2012 Ruhpolding           | 45e          | 50e    | 54e       | —          | 13e    | —            |
| Mondiaux 2013 Nové Město na Moravě | 26e          | 65e    | —         | —          | 8e     | 14e          |

Légende :
- : pas d'épreuve
- — : Non disputée par Scott Perras

### Coupe du monde
- Meilleur classement général : 54e en 2013.
- Meilleur résultat individuel : 10e.

#### Différents classements en Coupe du monde
| Année     | Classement général final | Sprint | Poursuite | Individuelle | Mass start |
| 2009-2010 | 105e                     | -      | -         | 73e          | -          |
| 2010-2011 | 68e                      | 64e    | 72e       | 62e          | -          |
| 2011-2012 | 66e                      | 68e    | 63e       | -            | -          |
| 2012-2013 | 54e                      | 54e    | 65e       | 46e          | 42e        |
| 2013-2014 | 74e                      | 73e    | 753e      | 54e          | -          |